# Нью-Йоркская академия наук
Нью-Йоркская академия наук (англ. New York Academy of Sciences) — американская научная некоммерческая организация с платным членством, по состоянию на 2012 год включала более чем 25 тыс. членов из 140 стран мира.

## История
Основана в 1817 году как «Лицей естественной истории города Нью-Йорк», став третьим по счёту научным обществом США. С 1823 года издавала журнал «Annals of the Lyceum of Natural History of New-York».
В 1877 году лицей был переименован в «Нью-Йоркскую академию наук», издаваемый им журнал был также переименован в «Annals of the New York Academy of Sciences, late Lyceum of Natural History» и затем в «Annals of the New York Academy of Sciences». В 1881—1897 и в 1938—1983 годы академией издавался журнал «Transactions of the New York Academy of Sciences».
Членами организации были в разное время президенты Томас Джефферсон и Джеймс Монро, а также учёные Томас Эдисон, Эйса Грей, Джон Одюбон, Александр Белл, Луи Пастер, Чарлз Дарвин, Маргарет Мид.
Президент и исполнительный директор академии — Эллис Рубинштейн (англ. Ellis Rubinstein), глава совета управляющих — Джон Секстон.

## Членство в организации
Стать членом академии может любой желающий при условии оплаты членского взноса. Согласно информации на официальном сайте организации, сумма вступительного взноса для индивидуальных членов (англ. individual membership) за один год составляет $108 для жителей США, и $129 для остальных; два года — $196 и $232, три года — $273 и $324 соответственно (для студентов и аспирантов взносы существенно ниже). Существуют также программы профессионального (англ. professional membership) и действительного (англ. patron membership) членства, последняя — самая дорогостоящая, стоимость которой для жителей США и иностранцев одинакова — $258, $443 и $618 за 1, 2 или 3 года соответственно. Одна из привилегий постоянного членства — сертификат о членстве в академии, оформленный вручную.
В России приобрела известность в качестве одной из академий, фактически торгующих дипломами: в 1990-е годы её членами стали многие российские учёные, политические и общественные деятели, уплатившие установленный вступительный взнос, ставшие именовать себя «академиками» или «действительными членами» Нью-Йоркской академии наук — созвучно со статусами выборных членов академий наук стран, что некорректно для добровольного участника научно-познавательного общества, каковым является данная организация.